# Jelení skok (Karlovy Vary)
Socha Kamzík, nazývaná Jelení skok, stojí na skalním útesu v lázeňských lesích a neodmyslitelně patří ke Karlovým Varům. Vznikla v roce 1851 v ateliéru berlínského sochaře Augusta Kisse. Tato zinková socha byla roku 1984 zničena. Kopii z bronzu zhotovil v roce 1986 karlovarský sochař Jan Kotek.

## Pověst o jelením skoku a založení města
Dle staré pověsti si právě zde císař a král Karel IV. léčil své nemocné údy. Jednoho dne v lesích, právě v místech, kde nyní vyvěrají horké prameny, lovecká družina Karla IV. lovila zvěř. Jeden ze psů zavětřil jelena a pustil se do jeho pronásledování. Jelen bojoval o život a podařilo se mu utéct díky skoku ze skály. Bohužel pes neuměl skočit tak daleko a spadl do tůně s horkou vodou. Začal výt bolestí a jeho nářek přivolal lovce. Ti psa z vody vytáhli a o události zpravili Karla IV. Karel se poté na místo vydal s družinou, aby tam sám obdivoval nevšední dílo přírody. Po poradě se svými lékaři usoudil, že tato horká voda by mohla pomáhat proti nemocem a být i jinak užitečná. Vodu sám užil a seznal úlevu a zlepšení. Nařídil, aby místo kolem pramene bylo osídleno. To se také stalo a tak, dle legendy, vznikly lázně Karlovy Vary. Skála, ze které jelen skočil a zbavil se tak svého pronásledovatele, se od té doby nazývá Jelení skok.

## Historie

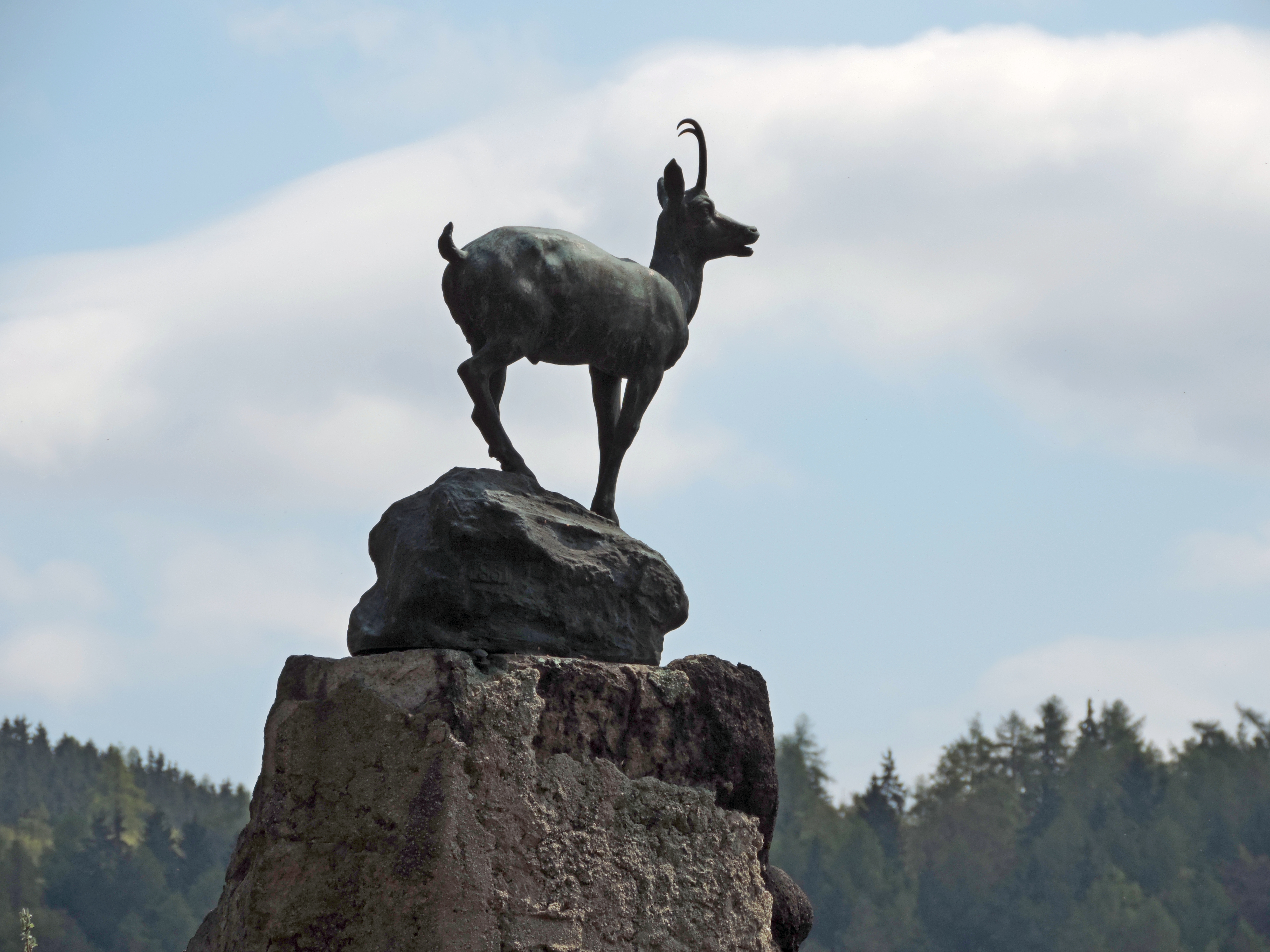
Bronzová replika sochaře Jana Kotka, květen 2016

V roce 1850 se místní radní nechali inspirovat legendou a rozhodli na skálu nad řekou Teplou umístit sochu jelena. Když však spočítali finanční náklady na vznik sochy, byla idea jelena nahrazena myšlenkou alespoň zde umístit pamětní desku. Této nerozhodnosti a finančních problémů města využil bohatý podivín a milovník Karlových Varů baron August von Lützow a roku 1851 tajně umístil na městem určené místo kovovou sochu kamzíka, kterou objednal u berlínského sochaře Augusta Kisse. Před městskou radou se pak hájil tím, že jako myslivec nemůže souhlasit s teorií, že z této strmé skály do propasti skočil jelen, mohl tak učinit pouze kamzík.
Socha stála na skále do roku 1984, kdy byla poničena neznámým vandalem. Tenkrát však byla také silná vichřice a historikové připouštějí, že i ona mohla být příčinou poničení sochy.
Od 10. dubna 1986 je zde nainstalovaná přesná bronzová replika karlovarského sochaře Jana Kotka.

## Popis
Místo zvané Jelení skok tvoří socha Kamzík, která je umístěna na špičaté asi 10 metrů vysoké žulové skále v lázeňských lesích nad ulicí Stará louka. Původní plastiku zhotovenou v zinku po jejím zničení nahradila věrná bronzová kopie, jejíž údajná váha je 80 kg.